# Kolcoskór
Kolcoskór (Oxynotus paradoxus) – gatunek ryby z rodziny brązoszowatych (Oxynotidae), wcześniej zaliczany był do koleniowatych.

## Występowanie
Ocean Atlantycki od północnej Szkocji do Maroka. 
Żyje na głębokościach 350–600 m.

## Charakterystyka
Budowa podobna do brązosza. Końce płetw grzbietowych są chorągiewkowato wydłużone. Kolec pierwszej płetwy grzbietowej ustawiony w kierunku ogona. Ubarwienie jednolicie czarnoszare. Gatunek jajożyworodny. Żywi się prawdopodobnie bezkręgowcami i rybami.